# Judeus em Portugal

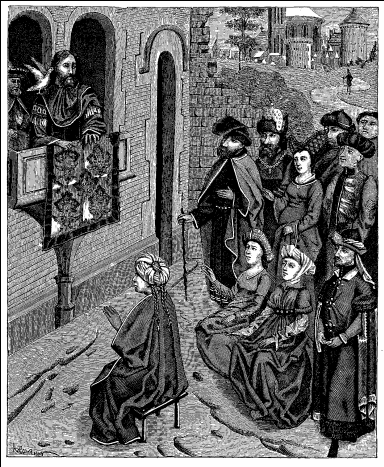
Expulsão dos judeus de Jerusalém pelo Imperador Adriano em

A conquista da Lusitânia pelo Império Romano e a posterior destruição de Jerusalém em 70 d.C., que obrigou os judeus a dispersarem-se pelo mundo (diáspora judaica), fez com que um grande contingente de hebreus procurasse um novo lar na Península Ibérica (ou para ali fosse deportado, como ocorreu no tempo do imperador Adriano). Embora não se saiba exatamente quando se iniciou tal movimento migratório, a presença de judeus no território que futuramente constituiria Portugal pode ser comprovada a partir de 390 d.C., com a descoberta de inscrições funerárias em Silves.

## Perseguições iniciais
Com o advento do cristianismo, leis discriminatórias contra os judeus começaram a ser promulgadas, primeiro pelos romanos e depois pelos bárbaros visigodos que invadiram a Península em 409 d.C. Entre outros atos, foram proibidos os casamentos mistos entre judeus e cristãos e até mesmo instituída uma conversão forçada ao cristianismo (a qual não parece ter surtido grande efeito, visto que outras conversões em massa foram realizadas ao longo da História).
Em 711, tropas mouras invadiram a Península Ibérica e derrotaram os visigodos. Os mouros foram encarados como libertadores pelos judeus, uma visão até certo ponto correta, visto que católicos, judeus e sabeus (uma categoria nebulosa que incluía os hindus, por exemplo), eram incluídos pelos muçulmanos no grupo dos "Povos do Livro" (Bíblia, Torá, etc.). Os indivíduos que professavam tais crenças podiam continuar a praticá-las sob domínio islâmico, desde que pagassem uma taxa (a jizya) aos governantes e respeitassem as leis islâmicas.

## Da Reconquista ao século XVI
Com a Reconquista da Península Ibérica pelos cristãos, os judeus passaram a temer novamente pela sua sorte. Todavia, pelo menos em Portugal até meados do século XV, eles gozaram de relativa liberdade, embora tivessem de pagar pesados impostos.
Na Idade Média, a estreita relação conceptual entre dignidade monárquica e território sob jurisdição do rei teve, como consequência, a criação de um estreito laço de dependência entre as comunidades judaicas existentes em Portugal e a corte régia. É sabido como alguns rabis-mores foram próximos e beneficiados por alguns monarcas, como alguns judeus foram apreciados pelo seu desempenho laboral pelos vários elementos da família real, e como a figura do rei tinha grande importância na protecção ou na imposição de regras às comunas do seu território.
Conforme legislação de D. João I de Portugal (1383–1438), os judeus tinham administração própria de Justiça. «Em cada comuna havia um arrabi e um almotacé, que julgavam todos os feitos entre os judeus, tanto cíveis como criminais, segundo o seu direito, usos e costumes». O máximo poder estava nas mãos de um arrabimor, de nomeação régia e que despachava directamente com o rei. Era esse oficial real que tinha a responsabilidade de nomear os ouvidores. Pelo topo da hierarquia judaica, vincava-se a proteção régia aos hebreus.
No Reino de Portugal cabia aos monarcas portugueses, dar proteção aos judeus pela necessidade de mantê-los no reino como seus aliados e súditos fiéis e por outro lado, os judeus necessitavam desta proteção para viverem em Portugal, a este feito, denominamos “trocas de favores”. Diante da eficiência judaica no desenvolvimento das suas atribuições, os reis lhes conferiam altos cargos na Coroa e lhes atribuía diversas responsabilidades no desempenho destes ofícios. A sociedade portuguesa, majoritariamente cristã, se queixava dos privilégios concedidos pelos governantes aos sefarditas mediante o seu bom desempenho profissional.
Assim, no decurso do século XV, a comunidade hebraica desenvolveu-se de tal forma que passou a assumir um papel importante na estratificação da sociedade portuguesa, ao nível religioso, cultural e económico.
Tal projeção começou então a gerar descontentamento entre o povo, que sentia estar "a cristandade submetida à jurisdição judaica" (conforme queixou-se um frade católico em carta a D. Afonso V. Tal clima de insatisfação generalizou-se e os judeus começaram a ser vítimas de perseguições e violência por parte de populares.
A situação em Espanha a partir de meados do século XIV já prenunciava o destino que esperava os judeus portugueses. Em Toledo, em 1355, 12 mil judeus morreram vítimas de perseguição religiosa; o número atingiu 300 em Palma de Maiorca em 1391. Com o início das operações da Inquisição em 1478, o temor espalhou-se entre os judeus da Espanha. Temendo pela própria sorte, milhares converteram-se ao catolicismo, enquanto outro tanto procurou refúgio em Portugal. O volume de refugiados aumentou drasticamente quando em 1492 foi decretada a expulsão dos judeus de Espanha.
Esse grande contingente de fugitivos sem bens e dinheiro acirrou os ânimos dos portugueses. Além da ira popular, os imigrantes tiveram de lidar com a esperteza de D. João II, que vislumbrou uma oportunidade de lucrar com a desgraça alheia: o rei instituiu a cobrança de dois escudos por cada imigrante, para que pudessem permanecer em Portugal por oito meses. Como ao fim do prazo de permanência os judeus não conseguiram sair de Portugal (não havia navios suficientes para transportá-los — ou assim foi dito), o rei ordenou que fossem vendidos como escravos. As crianças entre dois e dez anos foram tiradas dos seus pais, batizadas e levadas para colonizar as ilhas de São Tomé e Príncipe (onde ainda vivem os seus descendentes, que, como prova de extrema resistência cultural, ainda conservam alguns costumes judaicos).[carece de fontes?]

## Da expulsão aopogromde Lisboa

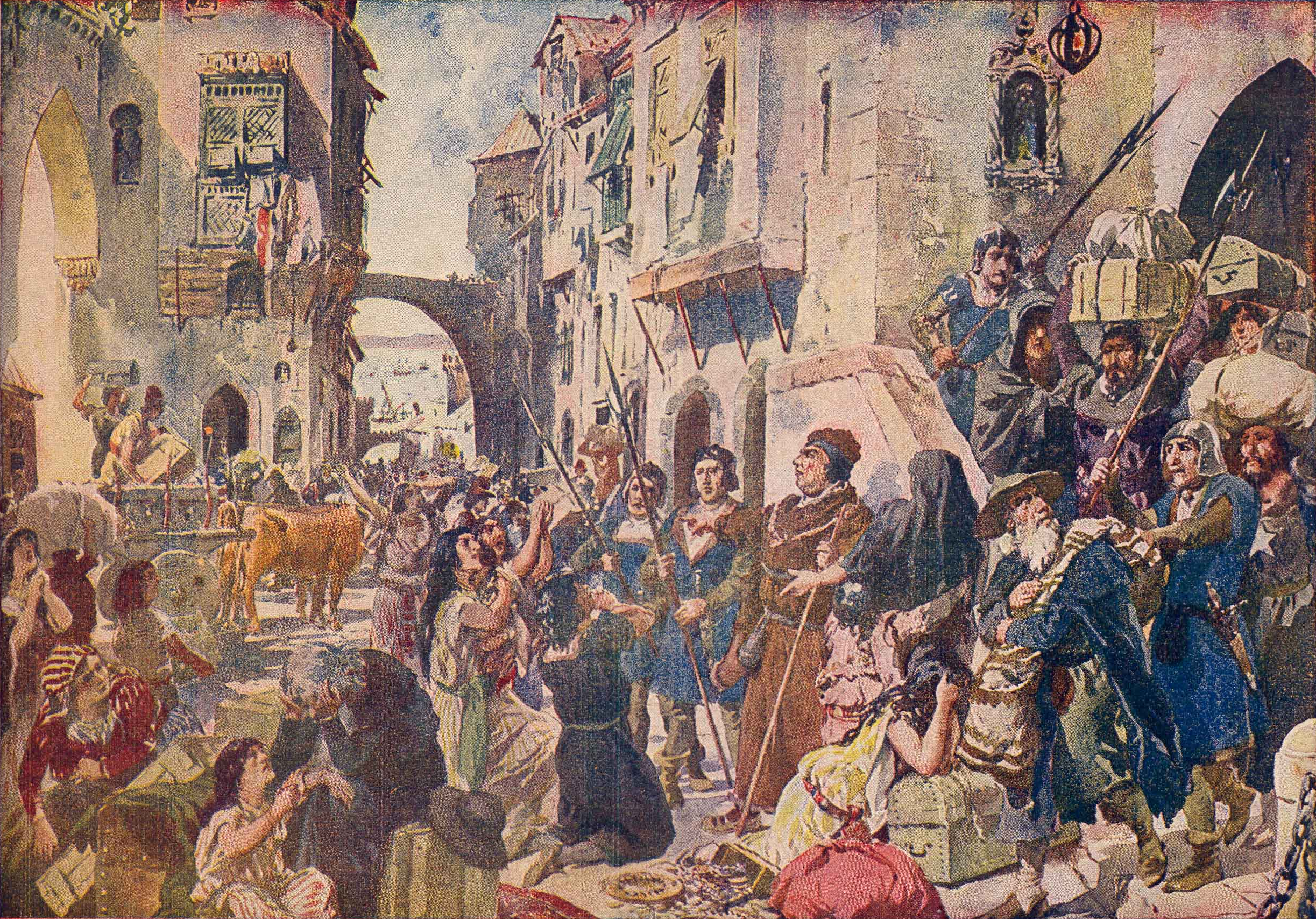
A expulsão dos judeus em 1497, em aguarela de Roque Gameiro

Com a ascensão de D. Manuel I ao trono português, em 1495, os castelhanos escravizados foram libertados. Todavia, o casamento anunciado do rei com a princesa Isabel de Castela colocou os judeus novamente em clima de tensão. Isto porque o contrato de casamento incluía uma cláusula que exigia a expulsão dos hereges (mouros e judeus) do território português. O rei tentou fazer com que a princesa reconsiderasse (já que precisava dos capitais e do conhecimento técnico dos judeus para o seu projeto de desenvolvimento de Portugal), mas em vão. Em 5 de Dezembro de 1496, Dom Manuel assinou o decreto de expulsão dos hereges, concedendo-lhes prazo até 31 de Outubro de 1497 para que deixassem o país. Aos judeus, o rei permitiu que optassem pela conversão ou desterro, esperando assim que muitos se batizassem, ainda que apenas pro forma. Os judeus, no entanto, não se deixaram convencer e a maioria optou por abandonar o país. O rei, ao ver cair por terra a sua estratégia, mandou fechar todos os portos de Portugal — menos o porto de Lisboa — para impedir a fuga.[carece de fontes?]
Foi então no porto de Lisboa que se concentraram cerca de 20 mil judeus, esperando transporte para abandonar o território português. Em abril de 1497, o rei mandou sequestrar as crianças judias menores de 14 anos, para serem criadas por famílias cristãs, o que foi feito com grande violência. Em outubro de 1497, os que ainda resistiram à conversão foram arrastados à pia batismal pelo povo incitado por clérigos fanáticos e com a complacência das forças da ordem.[carece de fontes?]
Foi desses batismos em massa e à força que surgiram os marranos, ou criptojudeus, que praticavam o judaísmo em segredo embora publicamente professassem a fé católica. Os "cristãos novos" nunca foram realmente bem aceites pela população "cristã velha", que desconfiava da sinceridade da fé dos conversos. Essa desconfiança evoluiu para a violência explícita em 1506, quando ocorreu o pogrom de Lisboa. A peste grassava na cidade desde janeiro, fazendo dezenas de vítimas por dia. Em abril, mais uma vez insuflados por clérigos fanáticos, que culpavam os "cristãos novos" pela calamidade, o populacho lisboeta investiu contra eles, matando mais de dois mil deles, entre homens, mulheres e crianças.[carece de fontes?]

## A nova diáspora
Para os judeus portugueses, o pogrom de Lisboa foi a gota d'água. Iniciava-se nova diáspora judaica, tendo alguns rumado para o norte da Europa, onde fundaram comunidades nos Países Baixos e Alemanha. Outros dirigiram-se para o sul da França (Bordéus, Biarritz, Tartas etc.), e até mesmo para a Inglaterra. Alguns judeus preferiram regressar ao Oriente Médio, tendo sido bem recebidos pelos otomanos.

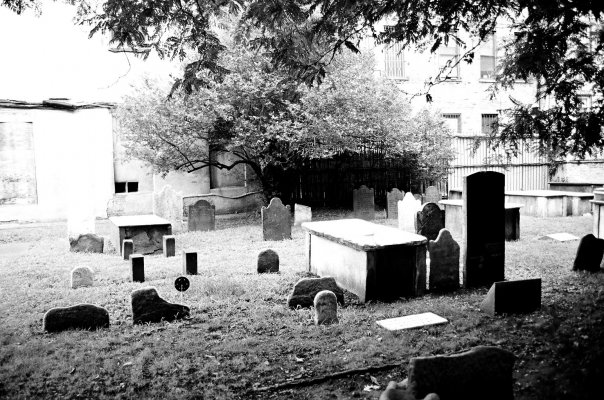
Cemitério da sinagoga hispano-portuguesa, Shearith Israel (1656–1833) em Nova Iorque

Os judeus portugueses também chegaram com os holandeses na Capitania luso-brasileira de Nova Lusitânia, Pernambuco, e consecutivamente a toda a região setentrional do Nordeste brasileiro, outrora conquistada aos portugueses pela Companhia Holandesa das Índias Ocidentais, entre os anos de 1630 a 1654, onde fundaram no Recife, capital da Nova Holanda, a primeira sinagoga das Américas, a Sinagoga Kahal Zur Israel, sob a direção do grande Hakham Isaac Aboab da Fonseca, que foi autor dos primeiros textos literários e religiosos escritos em língua hebraica nas Américas. Com a reconquista portuguesa do Nordeste setentrional do Brasil, e a proibição de praticar o judaísmo, a comunidade dispersou-se, sendo que alguns voltaram para Amesterdão, outros migraram para outras colónias holandesas nas Américas do Sul, Central e do Norte e uma parcela permaneceu, refugiando-se nos sertões (interior do Nordeste Brasileiro) onde se converteram em cripto-judeus.
Em Nova Iorque, que foi colónia holandesa com o nome de Nova Amsterdão, chegou do Recife um grupo de 23 judeus em Setembro de 1654, onde fundou a primeira comunidade judaica dessa cidade.
Embora a presença judaica no continente americano date de um século e meio antes da conquista da Companhia Holandesa das Índias Ocidentais ao Nordeste brasileiro, os judeus convertidos (cristãos-novos) fizeram parte da expedição portuguesa que, sob o comando do capitão Pedro Álvares Cabral, descobriu o Brasil em 22 de Abril de 1500. Na esquadra de Cabral haviam pelo menos dois: Gaspar da Gama, um dos intérpretes e o médico e físico João Faras, mais conhecido como Mestre João.

## Na Segunda Guerra Mundial
Com a tomada dos Países Baixos e da França pelos nazis em 1940, milhares de judeus procuraram refúgio em Portugal (que se manteve neutro durante o conflito). Estima-se que entre junho de 1940 e maio de 1941, 40 mil judeus tenham passado pelo país. Aristides de Sousa Mendes, cônsul de Portugal em Bordéus concedeu 30 mil vistos de entrada em Portugal (cerca de 10 mil a judeus) a refugiados de todas as nacionalidades que desejavam fugir da França em 1940.
Este grande fluxo de refugiados havia sido precedido por outro menor, a partir de 1933, quando a ascensão de Adolf Hitler ao poder na Alemanha fez com que muitos judeus e adversários do nazismo, temendo por suas vidas no crescente clima de antissemitismo, deixassem o país.
O governo português, então sob a liderança de Salazar, temendo represálias do Terceiro Reich, começou a partir de 1941 a impôr restrições crescentes à entrada de judeus, particularmente no tocante à concessão de vistos.[carece de fontes?]
A partir de 1942, no auge do conflito e da perseguição aos judeus, o governo decretou a internação em zonas específicas (Caldas da Rainha, Ericeira, Figueira da Foz e Curia) de todos os estrangeiros que houvessem entrado clandestinamente no país. A circulação destes estrangeiros para fora destas zonas de internamento era restrita, e só podia ser efetuada com permissão da polícia política portuguesa, a PIDE. Apesar desta aparente restrição, em 1942 e 1943 milhares de judeus conseguiram ainda entrar em Portugal e dos portos de Lisboa, Porto e Setúbal partir para o Brasil e para os Estados Unidos. A partir de 1943 já poucos eram os judeus que conseguiam escapar quer da Alemanha quer da França de Vichy.[carece de fontes?]